# Theatre Royal (Dumfries)
Das Theatre Royal in Dumfries, Schottland ist das älteste aktiv betriebene Theater in Schottland. Es gehört einer Schauspielervereinigung namens Guild of Players, welche es 1959 erwarben, um es vor dem Abriss zu bewahren. Das Ziel der Vereinigung (Gilde) war und ist es, ein lebendiges Theater in Dumfries zu erhalten. Das Haus dient ebenso den Aufführungen ihrer Besitzer wie der Bespielung durch Gastkompanien. Zusätzlich finden hier Aufführungen im Rahmen des Dumfries and Galloway Arts Festival, des Dumfries Music Festival sowie Performances der Dumfries Musical Theatre Company statt.
Seit 1961 ist das Gebäude als Denkmal der Kategorie B klassifiziert.

## Geschichte
In 1790 traf sich der Schauspielleiter George Stephen Sutherland mit einigen interessierten Bürgern aus Dumfries und angrenzenden Orten um Unterzeichner für ein zweckgebundenes Theatergebäude zu finden, welches den bisherigen Versammlungssaal und Unterhaltungsstätte im George Hotel ersetzen sollte. Unter den Anwesenden befand sich auch der Dichter Robert Burns, zu der Zeit Pächter der einige Meilen nördlich von Dumfries befindlichen Ellisland Farm. Er schrieb am 2. Februar 1790 an seinen Freund William Nicol:

'[…] A new theatre is to be built by subscription; the first stone is to be laid on Friday first to come. Three hundred guineas have been raised by thirty subscribers, and thirty more might have been got if wanted. The manager, Mr Sutherland, was introduced to me by a friend from Ayr; and a worthier or cleverer fellow I have rarely met with.'

„[…] Ein neues Theater soll [mithilfe] von Unterzeichnern gebaut werden; Der erste Stein soll am kommenden Freitag gelegt werden. Dreihundert Guineen wurden von dreißig Unterzeichnern eingesammelt, und dreißig weitere könnten mobilisiert werden, wenn nötig. Der Manager, Mr. Sutherland, wurde mir von einem Freund aus Ayr vorgestellt; einen würdigeren oder klügeren Kerl habe ich nur selten getroffen.“

Sutherland betrieb auch die Tontinen-Veranstaltungsräume in Paisley und wollte auch ein Theater in Ayr bauen. Da er dort keinen geeigneten Baugrund fand, zog es ihn nach Dumfries.
Das „New Theatre“ oder auch schlicht „The Theatre“ eröffnete am Samstag, den 29. September 1792 unter der Leitung von Sutherlands Partner John Brown Williamson, einem führenden Schauspieler des Londoner Theatre Royal Haymarket. Es wurde zum Preis von 800 Pfund vom lokalen Architekten Thomas Boyd im Stile des bestehenden Theatre Royal in Bristol errichtet und verfügte über fünf bis sechshundert Zuschauerplätze. Eine der ersten Schauspielerinnen des neuen Theaters war Louisa Fontenelle, die von Robert Burns recht bald umworben wurde. Es war aber Williamson, der sie schließlich ehelichte und mit ihr in die USA emigrierte, wo er bald darauf ein Theater in Boston leitete.
Die erste Erwähnung des Theaters unter seinem heutigen Namen findet sich in einer 1811 veröffentlichten Werbeanzeige des erst wenige Jahre zuvor gegründeten Dumfries and Galloway Courier (heute: Dumfries Courier). Einer der ersten Pächter des Theaters war John Henry Alexander aus  Dunbar, der nach Glasgow zog, um das dortige Theatre Royal in der Dunlop Street (1782–1869) erst zu pachten und später zu kaufen. J.H. Robb vom Theatre Royal in Dundee war der Pächter in den 1860er Jahren.
1830 wurde die Bühne modernisiert und 1876 wurde das Haus unter dem Besitzer William Mackie stark umgebaut und renoviert. Ausführend war der bekannte Theaterarchitekt Charles John Phipps, der auch schon für das Gaiety in London und das Theatre Royal in Edinburgh verantwortlich zeichnete. Seine Umbauten erhöhten die Sitzplatzkapazität auf über tausend und verbesserten die Annehmlichkeiten des Theaters für Spieler und Gäste. Eine anschauliche Beschreibung einer Aufführung aus den letzten Jahren des neunzehnten Jahrhunderts findet sich in dem autobiographischen Roman „The Greenwood Hat“ (1930) des Peter-Pan-Schöpfers J. M. Barrie (1860–1937), der einige Jahre seiner Jugend in Dumfries verbrachte und ein leidenschaftlicher Besucher des Theatre Royal war.
1902 wurden, kurz nach ihrer Vorstellung auf der Pariser Weltausstellung, im Theater die ersten bewegten Bilder gezeigt.
Der Erfolg einer Mischung aus Bewegtbildern, „Filmen“ und Music-Hall-Darbietungen wurde ab 1909 verstärkt, als die neuen Eigentümer des Theaters (P. Stobie & Son) einen widerstandsfähigen Boden aus Ahornholz verlegen ließen, um dort das zu jener Zeit sehr beliebte Rollschuhlaufen zu ermöglichen.
Später wandelte sich das Theater zu einem Kino unter dem Namen „The Electric Theatre“. Aber auch die dem Kino verliehenen Spitznamen „Auld Hippie“ oder „The Scratch“ konnten nicht verhindern, dass das Kino der zunehmenden Beliebtheit des Fernsehen erlag und im Oktober 1954 schließen musste.
Im Jahr 1913 formierten sich Schauspieler aus der Region um Dumfries zur Guild of Players (Schauspielergilde) und stellen heute einer der ältesten Amateurschauspielervereinigungen Schottlands dar. Als zu Ende der 1950er Jahr ein Abriss des Theatre Royals immer wahrscheinlicher wurde, kaufte die Guild of Players 1959 das leerstehende Gebäude. Es folgte eine achtzehnmonatige Renovierung und Umbau sowie die feierliche Eröffnung durch Sir Compton Mackenzie, dessen Schauspieltruppe „The Compton Comedy Company“ die letzte Kompanie war, die noch auf der Bühne des alten Theaters auftrat. Die erste Produktion der Guild of Actors, welche im Oktober 1960 im renovierten Theater aufgeführt wurde, war „What Every Woman Knows“ von J.M. Barrie.

## Heute
Bei der 200-Jahr-Feier im Jahr 1992 wurde ein starker Renovierungsbedarf konstatiert. So begann die Gilde hierfür ein bis zu sieben Millionen Pfund teures Finanzierungskonzept aufzustellen. Die Pläne sahen vor, dass das Innere des Theaters von Grund auf neu aufgebaut wird und mehrere neue Räume und ein ganzes zusätzliches Stockwerk darüber installiert werden sollten. Nachdem die Finanzierung im Jahr 2003 gescheitert war, kam das Projekt jedoch zum Stillstand.
Nach einer Neuausrichtung gelang es der Gilde Unterstützung aus neuen Quellen, u. a. von der lokalen gemeinnützigen Organisation Holywood Trust, des Heritage Lottery Fund, Historic Scotland, Creative Scotland, des Robertson Trust und dem Dumfries and Galloway Council, zu erhalten und anstatt das Gebäude kostspielig nach oben zu erweitern sollten angrenzende Gebäude gekauft und integriert werden. Die Renovierungsarbeiten begannen im Jahr 2014 und waren am Jahresende 2015 abgeschlossen. Das neue Theatre Royal umfasst mehrere neue Räume, wobei viele der historischen Merkmale erhalten blieben.
Im September 2024 machte Mark Alexander, Direktor des Theaters, darauf aufmerksam, dass steigende Kosten und sinkende Fördermittel eine Bedrohung für die Existenz des Hauses seien.

## Programme
Neben dem jährlichen Programm mit fünf Stücken und der Weihnachtspantomime finden hier Produktionen der Dumfries Musical and Operatic Society und der Junior Guild sowie Gastauftritte von Tourneeensembles statt, darunter die Scottish Opera und das Scottish Ballet.